# Rikke S. Hansen
Rikke Søby Hansen (* 1. Februar 1995) ist eine dänische Badmintonspielerin. 

## Karriere
Rikke S. Hansen belegte bei den Hungarian International 2012 Rang zwei im Damendoppel mit Julie Finne-Ipsen. Auch bei den Estonian International 2013 und den Croatian International 2013 wurden beide gemeinsam Zweite. Bei letztgenannter Veranstaltung siegte Hansen auch im Mixed mit Niclas Nøhr. Bei der Badminton-Junioreneuropameisterschaft 2013 gewannen Hansen und Ipsen Silber. Das Paar gewann dann auch noch im gleichen Jahr die Norwegian International. 